# Eslöv (Gemeinde)
Koordinaten: 55° 50′ N, 13° 18′ O

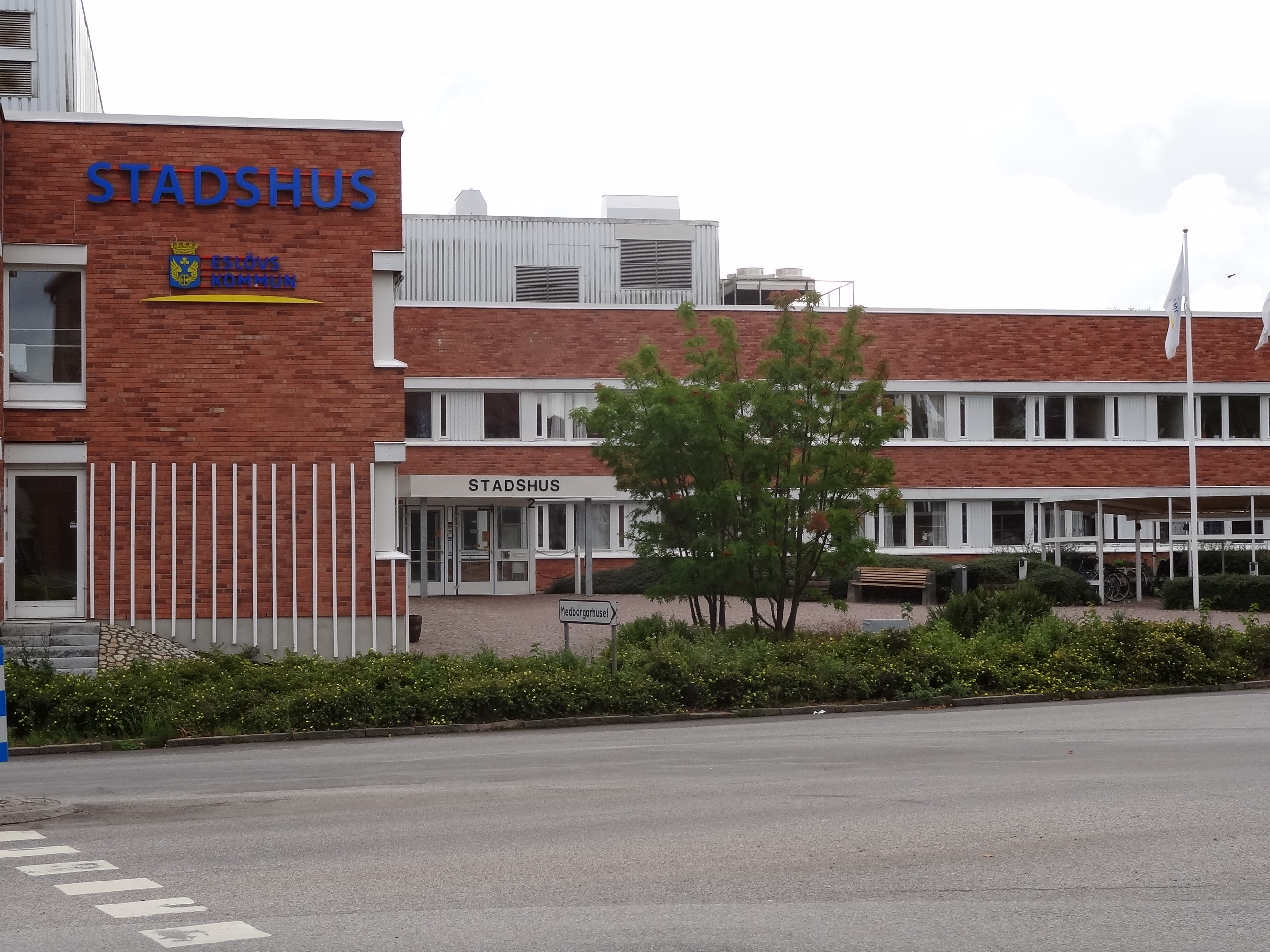
Rathaus Eslöv

Eslöv ist eine Gemeinde (schwedisch kommun) in der südschwedischen Provinz Skåne län und der historischen Provinz Schonen. Der Hauptort der Gemeinde ist Eslöv.

## Geschichte
Die heutige Gemeinde Eslöv entstand im Jahr 1971 aus der Zusammenlegung der ehemaligen Gemeinden Löveröd, Skarhult, Marieholm und Eslöv.

## Politik
In der Mandatperiode 2014–2018 hat der Gemeinderat (schwedisch kommunfullmäktige) folgende Zusammensetzung:
| Partei                   | Mandate |
| ------------------------ | ------- |
| Socialdemokraterna       | 18      |
| Centerpartiet            | 4       |
| Moderata samlingspartiet | 8       |
| Liberalerna              | 3       |
| Vänsterpartiet           | 2       |
| Sverigedemokraterna      | 10      |
| Miljöpartiet de Gröna    | 4       |
| Nya Kommunpartiet Eslöv  | 2       |

## Wirtschaft
In Eslöv befindet sich Nordic Sugar, eine der größten Zuckerfabriken Europas, die zur Nordzucker AG gehört.

## Sehenswürdigkeiten

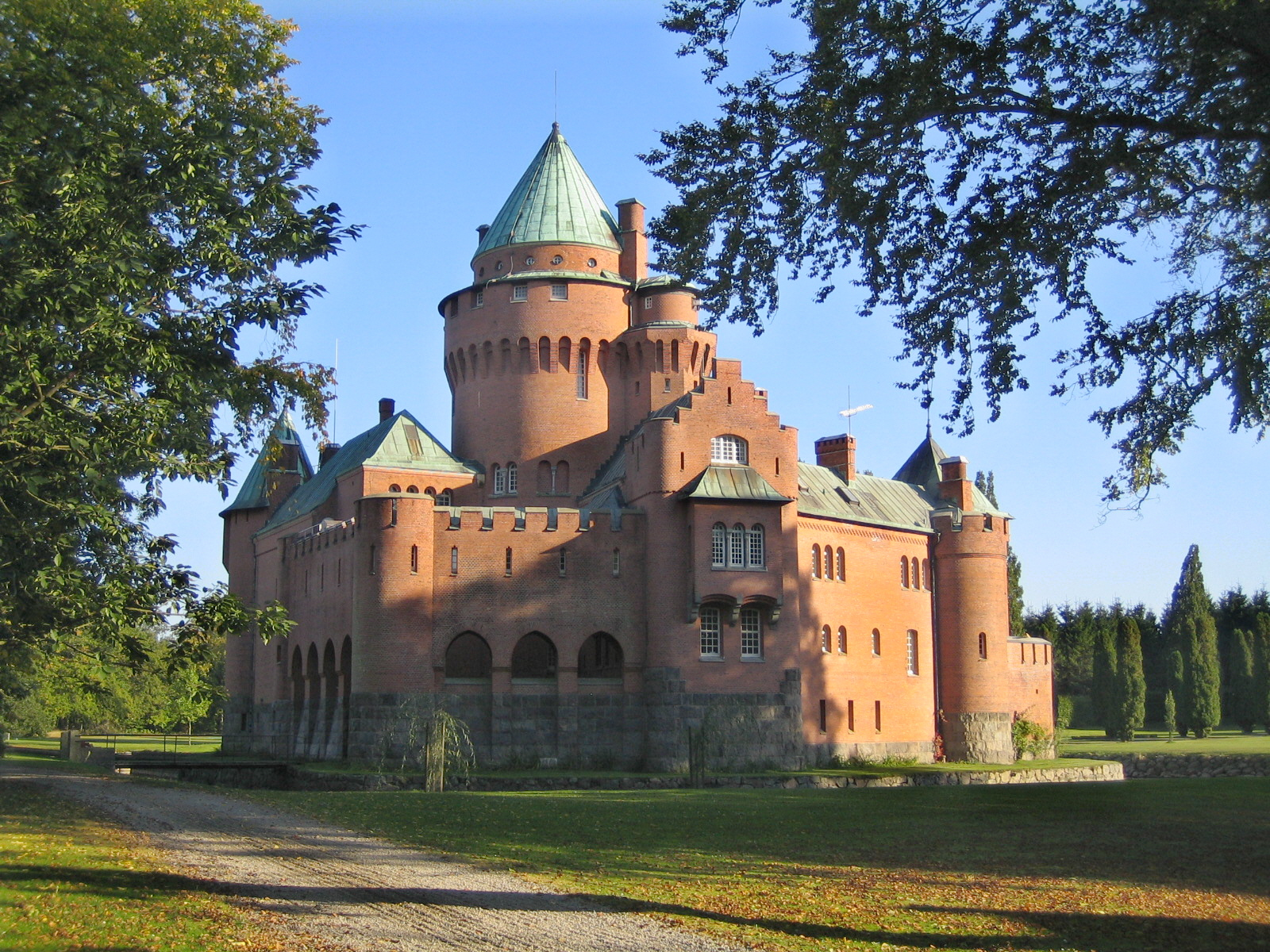
Schloss Hjularöd

In der Gemeinde gibt es elf Burgen und Schlösser. Im Dorf Västra Strö finden sich das Västra-Strö-Monument mit Runensteinen, die etwa dem Jahr 1000 entstammen. Es gibt zwei Naturreservate, Allmänningen und Abullahagen.

## Orte
Folgende Orte sind Ortschaften (tätorter):
1. Eslöv, 16.551 Einwohner
2. Marieholm, 1.448
3. Stehag, 993
4. Löberöd, 975
5. Flyinge, 839
6. Harlösa, 742
7. Billinge, 424
8. Kungshult, 378
9. Gårdstånga, 338
10. Hurva, 317
11. Väggarp, 213
12. Stockamöllan, 181

## Städtepartnerschaften
Eslöv hat folgende Partnerstädte:
- Asker, Norwegen
- Rudersdal Kommune, Dänemark
- Jakobstad, Finnland
- Garðabær, Island
- Viljandi, Estland